# John Henry Winder

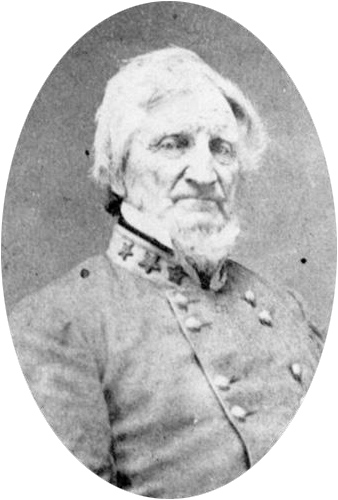
John Henry Winder als Oberst des konföderierten Heeres

John Henry Winder (* 21. Februar 1800 im Somerset County, Maryland; † 7. Februar 1865 in Florence, South Carolina) war Berufssoldat und Offizier sowohl des US- als auch des konföderierten Heeres (CSA), wobei er im letzten den Rang eines Brigadegenerals erreichte.

## Frühes Leben und Karriere im US-Heer
Winder war der Sohn William H. Winders und dessen Frau Gertrude Polk. Der Vater war Brigadegeneral des US-Heeres und kämpfte im Krieg von 1812 gegen die Briten. Ein Cousin zweiten Grades von John H. Winder war Charles Sidney Winder, der auch General des konföderierten Heeres war.
Winder wurde am 15. August 1814 an die US-Militärakademie in West Point, New York berufen, die er als elfter von 30 Kadetten seiner Klasse am 1. Juli 1820 abschloss. Einer seiner älteren Kommilitonen war der spätere ranghöchste General der Konföderation, Samuel Cooper.
Gleichzeitig mit der Graduierung wurde Winder zum Leutnant der Artillerie befördert und bis zum 23. Oktober 1820 im Fort McHenry bei Baltimore im dortigen Artillerieregiment eingesetzt. Da Winder keine Möglichkeit sah, im Garnisonsdienst schnell Karriere zu machen, beantragte er seine Versetzung zum US-Rifle-Regiment, das im Grenzsicherungsdienst im Süden Georgias eingesetzt war. Nach der Auflösung des Regiments zum 1. Juni 1821 wurde Winder zunächst zum 3. US-Artillerieregiment versetzt und auf eigenen Wunsch, in der Hoffnung bei Kämpfen gegen die Seminolen eingesetzt zu werden, am 16. August 1862 zum 4. US-Artillerieregiment in Fort St. Marks, Florida versetzt. Während eines Urlaubs im Januar 1822 lernte er Elizabeth Shepherd kennen, die Tochter eines Plantagenbesitzers. Da Winder der Auffassung war, dass Elizabeths Vater einer Hochzeit niemals zustimmen werde, solange er als Offizier im Heer diente, bat er um seine Entlassung, die ihm am 31. August 1823 gewährt wurde. Unter dieser Voraussetzung hatte der Vater einer Hochzeit zugestimmt und Winder heiratete Elizabeth am 22. Februar 1823.
Im Jahr darauf verstarb sein Vater, hochgeachtet, aber hochverschuldet. Da Winders Mutter keine ihrer Sklaven verkaufen wollte, eröffnete sie in ihrem Haus ein Bed and Breakfast. Winder gelang es weder seine Mutter finanziell zu unterstützen, noch nach einer schweren Erkrankung seines Schwiegervaters die Plantage erfolgreich zu führen. Nach dem Tod seiner Frau 1826 bewarb sich Winder erneut beim Heer und wurde am 2. April 1827 unter Verzicht auf seine Anciennität als Leutnant beim 1. US-Artillerieregiment wieder eingestellt. Der Superintendent der Militärakademie veranlasste, dass Winder ab dem 25. September 1825 als Infanterieausbilder nach West Point versetzt wurde.  Dort lernte er den späteren Präsidenten der Konföderierten Staaten Jefferson Davis und den späteren konföderierten General Robert Edward Lee kennen. Winder wurde im September 1828 wegen jähzornigen Verhaltens einem Kadetten gegenüber zum 1. US-Artillerieregiment zurückversetzt.
Winder heiratete am 10. November 1830 Caroline Ann Cox Eagles. Mit ihr hatte er vier Kinder, von denen zwei im Kindesalter starben. Finanziell ging es der Familie durch die Erbschaft eines Teils des Besitzes seines Schwiegervaters eine Zeit lang besser; aber es gelang Winder nicht, wirtschaftlich erfolgreich zu sein. Die militärische Karriere setzte sich mit der Beförderung zum Oberleutnant am 30. November 1833 fort. Bis 1836 war er Versorgungsoffizier in Fort Johnston, North Carolina und leitete gleichzeitig den Pioniereinsatz beim Ausbau von Cape Fear, North Carolina. Anschließend wurde er im Zweiten Seminolenkrieg in Florida eingesetzt.
Winder war vom 23. Mai 1838 bis zum 20. Januar 1840 Regimentsadjutant und in Arkansas und Maine stationiert. Im April 1842 wurde er zum stellvertretenden Versorgungsoffizier des Standorts Fort Preble bei Portland, Maine ernannt. Am 7. Oktober 1842 wurde er zum Hauptmann befördert und gleichzeitig zum Kompaniechef der G-Kompanie des 1. US-Artillerieregiments ernannt. Winder erwarb sich den Respekt der ihm unterstellten Soldaten als strenger, aber gerechter Vorgesetzter. Nach drei Jahren Dienst an der Grenze zu New Brunswick verlegte das Ministerium die Kompanie nach Fort Brooke bei Tampa, Florida, um gegen die Seminolen eingesetzt zu werden. Winder fand schnell heraus, dass die Unruhen von ortsansässigen Weißen geschürt wurden und nahm die entsprechenden Personen fest, was ihm ein schriftliches Lob des Personalstabsoffiziers des Heeres einbrachte. Im Februar 1846 wurde die Kompanie nach Fort Pickens verlegt und Winder Kommandant des Forts. Seine Bitten um Verstärkung der Kompanie – die Dienststärke betrug nur noch 29 Soldaten – wurden nicht erfüllt, weil die Rekrutierung von Freiwilligen für den Krieg gegen Mexiko Vorrang hatte.

## Krieg gegen Mexiko
Winder erhielt im Januar 1847 den Auftrag, seine Kompanie nach Tampico, Mexiko zu verlegen. Die Kompanie schiffte sich am 12. Februar 1847 ein und erlitt einen Tag später Schiffbruch auf den Chandeleur Islands; allerdings gelang es, alle Soldaten und die Geschütze der Kompanie zu retten. Winder landete am 11. April 1847 in Veracruz, Mexiko an. Während die Kompanie zur Sicherung einer Versorgungskolonne nach Jalapa, Mexiko eingesetzt wurde, erhielt Winder den Auftrag, die Führung von 500 Rekruten zu übernehmen. Er führte Kompanie „G“ erst wieder ab Ende April 1847 und nutzte die Zeit in Jalapa für Gefechtsdrill.
Die erste Feindberührung hatte Winder am 19. Juni 1847. Während eines unbedeutenden Gefechts führte er die Vorhut der Brigade von vorne und ermöglichte das schnelle Vorgehen auf Puebla, Mexiko. Winders führte am 20. August 1847 je einen entscheidenden Angriff gegen die mexikanischen Verteidiger bei Contreras und später am selben Tag bei Churubusco. Dafür verlieh ihm der Kongress den Brevet-Rang Major. Für seine Tapferkeit und herausragende Führung seiner Kompanie bei der Schlacht von Chapultepec am 13. August 1847 und am 14. August bei der Eroberung von Mexiko-Stadt wurde ihm der Brevet-Rang Oberstleutnant verliehen. Winder gelang es als erster Soldat der siegreichen US-Truppen, die US-Flagge in Mexiko-Stadt zu hissen.
Nach dem Waffenstillstand wurden zwölf mexikanische Städte unter Kriegsrecht gestellt und durch US-Truppen besetzt. Winder wurde am 22. Dezember 1847 stellvertretender Gouverneur von Veracruz und erhielt das Kommando über fünf Kompanien. Bei der Durchführung seiner Aufgaben, zu denen auch die Vollstreckung von Todesurteilen gehörte, wurde er als streng, aber gerecht beurteilt. Winder verlegte mit der Kompanie „G“ als letzte Einheit der Besatzungstruppen am 1. August 1848 zurück in das Fort Columbus auf Governors Island im New Yorker Hafen.

## Zwischenkriegszeit
Winder wurde im März 1849 zum Kommandanten von Fort Columbus ernannt und blieb mit seiner Familie bis Dezember 1850 in New York. Am 10. Dezember 1850 trat er seinen Dienst als Kommandant von Fort Myers, Florida an. Winders Vorgesetzter war Brigadegeneral Thomas Childs, mit dem sich Winders bereits während des Krieges überworfen hatte. Childs war überzeugter Abolitionist aus Massachusetts und Winders besaß Sklaven. Als Childs vorübergehend nach Kalifornien abkommandiert wurde, übernahm Winders am 10. April 1851 stellvertretend das Kommando über alle Heerestruppen in Florida.
Winders Hauptaufgabe waren die Absicherung gegen die Seminolen und später die Überwachung der Umsiedlung der Indianer. Dabei überwarf er sich wegen überbordender Bürokratie zum einen mit dem für indianische Angelegenheiten zuständige Innenministerium und zum andern mit der für ihn zuständigen Zahlmeisterorganisation des Heeres. Childs nutzte nach seiner Rückkehr diese und andere angebliche Dienstvergehen, um Winders vor einem Militärgericht anzuklagen. Winders konnte alle gegen ihn vorgebrachten Anschuldigungen entkräften. Seine Feindschaft mit Childs endete erst durch dessen Tod durch Gelbfieber 1853.
Winder wurde im April 1854 als Kommandant nach Fort Moultrie bei Charleston, South Carolina versetzt. Im September 1854 unterstützte er die Bevölkerung Charlestons bei der Beseitigung der durch einen Hurrikan hervorgerufenen Schäden, was ihm auch während das Bürgerkrieges die Achtung der Bewohner erhielt. Er wurde im Oktober 1856 mit der Kompanie „G“ nach Key West, Florida, 1858 nach Fort Dallas im heutigen Miami, Florida und im Juni 1858 nach Pensacola, Florida versetzt. Er erkrankte im Mai 1860 schwer und übergab das Kommando über Kompanie „G“ an Oberleutnant Slemmer. Winder wurde am 22. November 1860 zum Major des regulären Heeres befördert; er verließ das US-Heer am 27. April 1861.

## Amerikanischer Bürgerkrieg
Winder wurde am 16. Mai 1861 mit dem Dienstgrad Oberst in die Infanterie des Konföderierten Berufsheeres übernommen. Da ihm jedoch keine angemessene Verwendung angeboten wurde, sprach er bei Präsident Jefferson Davis vor und wurde am 21. Juni 1861 zum Brigadegeneral des Freiwilligenheeres befördert und am darauffolgenden Tag zum Verantwortlichen für die Ausbildungslager (Inspector General of the Camps of Instruction) in einem Radius von 10 km rund um Richmond ernannt. Zu seinen Aufgaben gehörte vor allen Dingen die Aufrechterhaltung der Disziplin der Soldaten; es gelang ihm besonders den Alkoholmissbrauch einzuschränken. Nachdem der Kongress am 8. August 1861 den Alien Enemies Act verabschiedet hatte, wurde Winder zuständig für das Erkennen subversiver Tätigkeiten und Spionageabwehr. Dazu stellte er eine zivile Polizeitruppe auf, die auch außerhalb des Militärs ermittelte und ihn deshalb sehr unbeliebt bei der Bevölkerung machte. Die so dingfest gemachten politischen Gefangenen wurden in den beiden angemieteten Gebäuden Castle Godwin und Castle Thunder inhaftiert.
Um den Anforderungen des fortwährenden Krieges gerecht zu werden, setzte Präsident Davies am 27. Februar 1862 das Habeas Corpus in Norfolk, Virginia und Portsmouth, Virginia außer Kraft und erklärte zwei Tage später das Kriegsrecht in Richmond. Winder bestimmte er zum Provost Marshall und beauftragte ihn mit der Aufstellung einer effizienten Militärpolizeiorganisation in einem 10-Meilen-Umkreis von Richmond. Winders Zuständigkeitsbereich wurde im März 1862 auf das Henrico County und die Stadt Petersburg, Virginia ausgedehnt. Kommandeur wurde Winder und blieb es bis zur Zusammenführung mit dem Wehrbezirk Richmond am 5. Mai 1864. Innerhalb kurzer Zeit gelang es Winder die Kriminalitätsrate in seinem Verantwortungsbereich deutlich zu reduzieren. Zu Winders Aufgabenbereich gehörte die Überwachung und Koordinierung aller dort stationierten Truppenteile, Stadtwachen, der Miliz, Polizei, Hospitäler, Gefängnisse, Lagerhäuser, Ausbildungslager und der Verwaltungsgebäude der Regierung.
Eines der größten Probleme war Alkoholmissbrauch, besonders durch bewaffnete Männer. Winder ordnete mit einem ersten allgemeinen Erlass an, dass ab sofort Prohibition gelte und alle Männer ihre Waffen abgeben müssten. Die Bevölkerung begrüßte die Abgabe der Waffen; die Prohibition wurde umgangen. Im Sommer 1862 musste Winder alle Detektive wegen Amtsmissbrauch, Korruption, Bestechung und Inkompetenz entlassen. Auch eine Änderung des Prohibitionserlasses führte außer zu einer Steigerung des Alkoholpreises auf $ 23 pro Gallone zu keiner Änderung des Verhaltens der Bevölkerung.
Um der immer größer werdenden Anzahl von Deserteuren Herr zu werden, führte Winder ein Passierscheinsystem ein. Damit schuf er sich jedoch in der Zivilbevölkerung keine Freunde, da jeder Passierschein bürokratisch persönlich begründet und abgeholt werden wusste. Das behinderte besonders den Handel, da viele Händler das Gebiet mieden und es so zu einem Anstieg der Verbraucherpreise kam.
Ein weiterer Schwerpunkt Winders wurde der Kampf gegen Spione, nicht vertrauenswürdige Ausländer und Sympathisanten der Union. Es gelang ihm, einige Spione zu überführen; so Timothy Webster von Pinkertons Detektei oder Patterson Allan. Sympathisanten der Union wurden Verrätern gleichgesetzt und verdächtig waren vor allen Staatsangehörige anderer Staaten der Konföderation. Die Gouverneure jedes Staates bestanden darauf, dass ihre Staatsangehörigen in ihre Jurisdiktion fielen. Als Winder einen Bürger North Carolinas festnehmen ließ, behauptete die dortige Presse, Winder habe gesagt, ihr Staat sei ein Nest von Verrätern. Diesen Konflikt entschärfte letztlich der Präsident.
Bei der Ersten Schlacht am Bull Run hatten die konföderierten Truppen viele Angehörige der Nordstaatenarmee gefangen genommen. Diese wurden in Richmond interniert. Sie wurden ehrenhaft behandelt – Offiziere durften auf Ehrenwort die Gefängnisse verlassen – die Verwundeten erhielten dieselbe Versorgung wie verwundete konföderierte Soldaten und alle Kriegsgefangenen wurden räumlich getrennt von straffälligen Südstaatlern untergebracht. Als die Versorgungslage der Konföderation wegen der Seeblockade schlechter wurde und sich die Gefangenen über immer kleiner werdende Rationen und mangelnde Ersatzkleidung beschwerten, hielten Politiker und Bevölkerung entgegen: “Tell your master, Lincoln, to raise the blockade, and then we will tend to you.” (deutsch: „Sagt eurem Herrn, Lincoln, er solle die Blockade aufheben und dann werden wir für euch sorgen.“) Die Gefangenen wurden von auszubildenden Rekruten bewacht; immer wieder kam es zu Übergriffen auf die Gefangenen. Für die schlechte Behandlung der Gefangenen wurde Winder von den Nordstaaten verantwortlich gemacht, obwohl er sich nach Kräften bemühte, die Kriegsgefangenen gerecht zu behandeln. Und für die angeblich bevorzugte Behandlung aus Sicht der Bevölkerung machte ihn besonders die konföderierte Presse verantwortlich.
Winder war bis 1865 für die Gefangenenlager der Konföderation (Commissary general of Confederate prisons) verantwortlich. Ihm unterstanden die berüchtigten Lager von Castle Thunder, Belle Isle und das Libby-Gefängnis in Richmond. Im Sommer 1864 übernahm er persönlich für einige Tage das Kommando über das Gefangenenlager Andersonville. Seine Rolle dort gilt bis heute als umstritten, da er der Vorgesetzte des Lagerkommandanten Henry Wirz war, der wiederum nach dem Krieg wegen Kriegsverbrechen zum Tode verurteilt wurde. Winder wurde am 21. November 1864 zum Chef der Abteilung Kriegsgefangenenlager im Kriegsministerium (Confederate Bureau of Prison Camps) berufen. Diesen Posten behielt er bis zu seinem Tod.
Winder starb am Dienstag, 7. Februar 1865, an einem Herzinfarkt. Sein Leichnam wurde nach Maryland gebracht und auf dem Green Mount Cemetery in Baltimore beigesetzt.